# Superioritat de l'heterozigot
La superioritat de l'heterozigot (o superioritat heterozigòtica) descriu la situació genètica en la qual el fenotip d'un individu heterozigòtic té una major aptitud biològica (fitness, en anglès) que el fenotip d'un individu homozigòtic per a qualsevol dels al·lels que presenta l'heterozigot. Aquest fenomen es coneix amb el nom de sobredominància en el cas específic on la superioritat de l'heterozigot es deu a un sol locus.
Aquest fenomen de superioritat heterozigòtica permet el manteniment de polimorfismes en la població, ja que el fenotip més favorable és el que s'aconsegueix mitjançant el genotip heterozigot, és a dir, la combinació dels dos al·lels. Sota selecció natural i en absència d'altres fenòmens perturbadors (deriva genètica, mutació, etc), les freqüències al·lèliques dels loci implicats tendeixen a assolir un equi·libri, determinat per les fórmules:
{\displaystyle p={\frac {s_{2}}{s_{1}+s_{2}}}} i {\displaystyle q={\frac {s_{1}}{s_{1}+s_{2}}}}, on p i q són les freqüències assolides en l'equilibri, i s1 i s₂ són els coeficients de selecció contra l'homozigot per a l'al·lel dominant i l'homozigot per a l'al·lel recessiu, respectivament.
La superioritat heterozigòtica és el mecanisme subjacent en l'heterosi (també dita vigor híbrid), que es defineix com l'augment de funció en qualsevol qualitat biològica que presenta la descendència híbrida resultant del creuament de dues línies parentals homozigòtiques. L'explicació molecular d'aquesta heterosi o superioritat genètica de l'heterozigot sembla que es basaria en:
- complementació de qualitats genètiques de les dues línies parentals
- emmascarament de variants detrimentals recessives per variants favorables

Grups de recerca més recents, però, han hipotitzat que l'epigenètica també hi tindria un rol, en estudis fets majoritàriament sobre plantes però també en ratolins.

## Demostracions experimentals
La superioritat de l'heterozigot s'ha demostrat en múltiples organismes, inclosos els humans i una gran varietat de productes comercials, com ara moltes plantes.

### EnDrosophila melanogaster
Una de les primeres demostracions de la superioritat heterozigòtica es va fer en Drosophila melanogaster, organisme model de la genètica. En aquest estudi, on es treballava amb la mutació ebony (proporciona un color corporal més fosc a les mosques), es demostrà com el polimorfisme d'aquest locus en qüestió es pot mantenir en una població gràcies a la superioritat heterozigòtica. La base d'aquest manteniment del polimorfisme són els avantatges i desavantatges que confereix, al mateix temps, una variant al·lèlica concreta.
L'autor de l'estudi, durant 14 mesos, va proporcionar diferents ambients a les mosques amb les quals treballava, variables en humitat i temperatura. Totes les poblacions partien d'una mateixa freqüència de mosques ebony, el 25%. Amb el pas de les generacions, aquesta freqüència anava variant en funció de quin fenotip era més favorable en l'ambient on es trobava cada població de mosques. Aquells ambients on ebony era més favorable (baixa temperatura), van guanyar-ne freqüència; aquells on ebony era desfavorable (alta temperatura i poca humitat), van perdre'n. En cap de les poblacions va desaparèixer cap de les dues variants, però les freqüències d'equil·libri i la velocitat a la qual s'assolien eren diferents.
La persistència de les dues variants indica que, en totes les condicions ambientals testades, el genotip heterozigot resultà més favorable que qualsevol dels dos homozigots (essent els homozigots per ebony més favorables que els salvatges en baixes temperatures i menys favorables en altes temperatures i poca humitat).

### EnHomo sapiens
En humans, l'exemple clàssic de superioritat de l'heterozigot és el de l'anèmia falciforme (descrit amb detall a l'article de Sobredominància).
Existeix una llarga llista d'exemples, sovint relacionats amb malalties com ara la fibrosi quística o la resistència a l'hepatitis C.